# Friedrich Leopold zu Stolberg-Stolberg
Graf Friedrich Leopold zu Stolberg-Stolberg, Kurzform: Friedrich Leopold Graf zu Stolberg (* 7. November 1750 in Bramstedt, Holstein, damals unter dänischer Regierung; † 5. Dezember 1819 auf Gut Sondermühlen (Melle) bei Osnabrück, begraben in Stockkämpen), war ein deutscher Dichter, Übersetzer und Jurist.

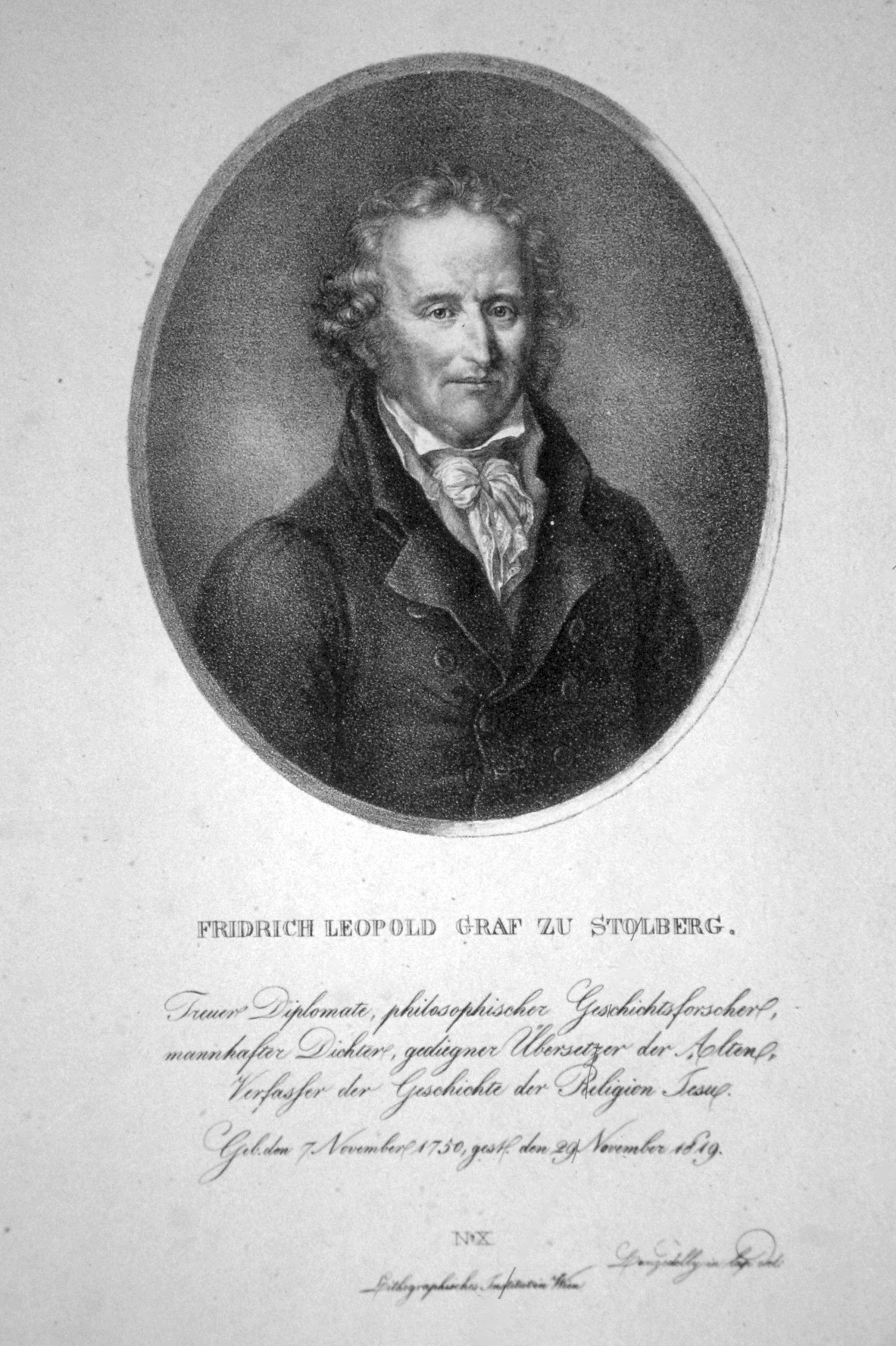
Friedrich Leopold Graf zu Stolberg, Lithographie von Josef Lanzedelli d. Ä.

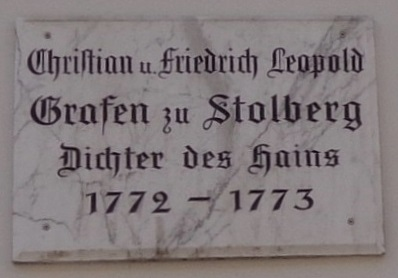
Göttinger Gedenktafel für Christian und Friedrich Leopold Graf zu Stolberg-Stolberg

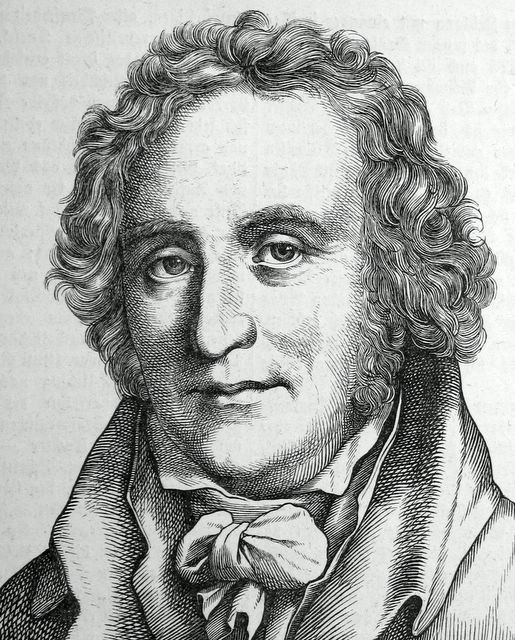
Friedrich Leopold Graf zu Stolberg

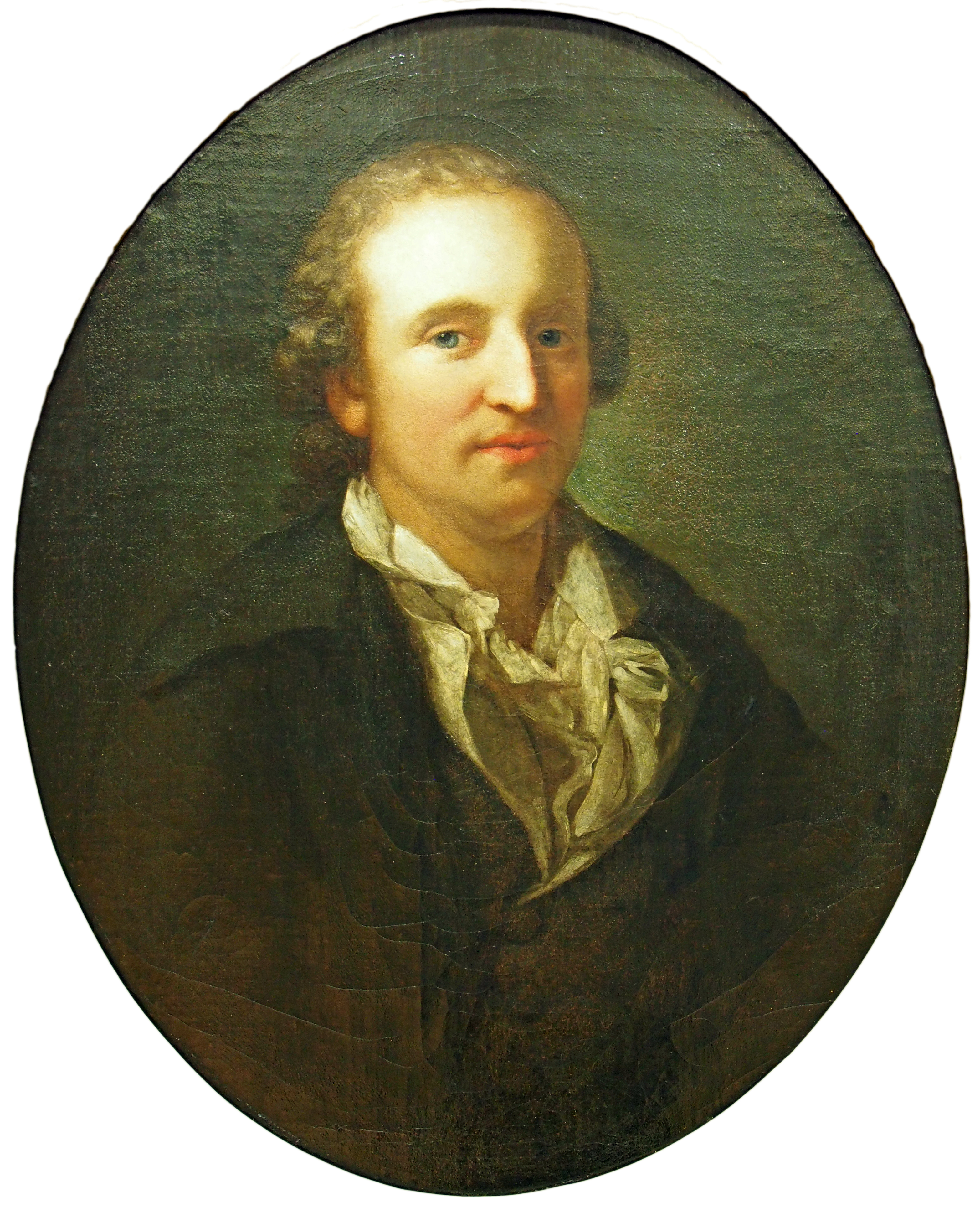
Graf zu Stolberg–Stolberg Porträt von Anton Graff (1785)

Seine revolutionär-pathetischen Gedichte werden zum Sturm und Drang gezählt. Er schrieb Oden, Balladen, Satiren, Reisebeschreibungen und Dramen. Bekannt sind seine Homer- und Ossianübersetzungen.
Zunächst mit Johann Wolfgang von Goethe befreundet, mit dem er die Schweiz bereiste, wurde er langfristig eher von den religiösen Gruppen um Friedrich Gottlieb Klopstock, Matthias Claudius, Friedrich Heinrich Jacobi, Johann Gottfried von Herder und dem Münsterschen Kreis beeinflusst. Von 1806 bis 1818 schrieb er eine 15-bändige Geschichte der Religion Jesu Christi.

## Leben

### Familie und Jugendjahre (bis 1770)
Friedrich Leopold wurde als zweiter Sohn des Grafen Christian Günther zu Stolberg-Stolberg (1714–1765) und dessen Ehefrau Christiane Charlotte, geb. Gräfin zu Castell-Remlingen (1722–1773), Tochter von Karl Friedrich Gottlieb zu Castell-Remlingen, geboren. Er wuchs in Kopenhagen auf, wo sein Vater ab 1738 im dänischen Staatsdienst, zuletzt als Oberkammerherr, tätig war.
Friedrich Leopold Stolberg wuchs auf dem Land in der Nähe von Hirschholm auf der dänischen Insel Seeland auf. Seine Familie war kulturell sehr interessiert und von pietistischer Religiosität sowie einem gewissen adeligen Elitebewusstsein geprägt, sodass er behütet und geleitet aber andererseits auch ungezwungen mit seinen Geschwistern aufgezogen wurde, was Stolbergs Werdegang in späteren Jahren stark prägte. Das Verhältnis zu seinen Geschwistern blieb zeitlebens sehr eng.
Nach dem plötzlichen Tode ihres Ehemannes 1765 kaufte Stolbergs Mutter das Gut Rungstedt (Rondstedt) nördlich von Kopenhagen, das sie mit den Kindern bis 1770 bewohnte. Da zur dänischen Adelskultur zu dieser Zeit auch eine gewisse Annäherung an „bürgerliche“ Normen, Bildung und Ausbildung gehörte, waren die Stolberg-Kinder mit dem kultivierten Umgang mit bürgerlichen Intellektuellen und Schriftstellern seit frühen Jahren vertraut. Folgerichtig übernahm nach dem frühen Tod des Vaters der mit der Familie befreundete und zu der Zeit schon weithin verehrte Dichter Klopstock die Erziehung Friedrichs und seines Bruders Christian zu Stolberg-Stolberg.

### Studium und erste berufliche Stationen (1770 bis 1783)
Zusammen mit seinem Bruder studierte Stolberg ab 1770 dann zunächst Rechtswissenschaften in Halle. Später, offenbar um regeren Anteil am zeitgenössischen kulturellen Leben zu haben, wechselten die Brüder nach Göttingen, wo sie mit ihrem Hofmeister Carl Christian Clauswitz am 19. Dezember 1772 in den Dichterbund Göttinger Hain aufgenommen wurden. Stolberg gehörte schon hier neben Johann Heinrich Voß, mit dem er sich befreundete, und Ludwig Hölty zu den talentierteren Schriftstellern des Bundes.
Nach dem Ende ihres Studiums im Herbst 1773 und nach dem Tod ihrer Mutter im Dezember des gleichen Jahres hielten sich die Brüder Stolberg im Haus ihres Schwagers Andreas Peter von Bernstorff in Kopenhagen auf.
Stolberg wurde wie sein Bruder Christian am 11. Mai 1774 in der Hamburger Freimaurer-Loge Zu den drei Rosen aufgenommen und dort am 21. April 1775 zum Meister erhoben. In Berlin soll er in höhere Stufen der Großen Landesloge aufgenommen worden sein. Er zog sich wenig später vom Freimaurerbund zurück, weil er seinen Ansprüchen nicht genügte.
Im Sommer 1775 unternahm Stolberg mit Goethe, dessen Bekanntschaft von Heinrich Christian Boie vermittelt worden war, eine Bildungsreise durch die Schweiz und begleitete ihn im Anschluss auch Ende 1775 nach Weimar. Hier bot Herzog Carl August, vermutlich auf Betreiben Goethes, Stolberg eine Kammerherrenstelle an seinem Hof an, die dieser zunächst annahm, schließlich aber doch zugunsten einer Tätigkeit für den Fürstbischof von Lübeck und späteren Herzog von Oldenburg Friedrich August absagte.
Von 1776 bis 1780 war Friedrich Leopold Gesandter des Fürstbischofs Friedrich August in Kopenhagen. Im Sommer 1776 fuhr er zur Amtseinführung nach Eutin, der Residenzstadt des Hochstifts Lübeck, und Oldenburg. Im November des Jahres nahm er seinen Dienst in Kopenhagen auf.
Die Bedingungen des Hof- und Staatslebens in Kopenhagen fielen Stolberg schon kurz darauf lästig, sodass er sich den repräsentativen Pflichten der höfischen Gesellschaft und des Stadtlebens durch Reisen zu seinem Bruder, der sich in Tremsbüttel niedergelassen hatte, sowie durch weitere Reisen und Besuche befreundeter Familien auf ihren Gütern zu entziehen versuchte. Im Herbst 1780 wurde Stolbergs Schwager Andreas Peter Bernstorff als Außenminister und Direktor der Deutschen Kanzlei entlassen. Stolberg nutzte die Gelegenheit, um im Frühjahr 1781 Kopenhagen als Gesandter zu verlassen. Er ging nach Eutin, wo er das Amt eines Oberschenken, also erneut höfischen Dienst, versah. Unterfordert und unbefriedigt, suchte er indes anregende Gesellschaft und unternahm wiederum Reisen zu Verwandten und Freunden. 1782 verschaffte er Johann Heinrich Voß eine Stellung als Schulrektor in Eutin. Auch Stolbergs Hochzeit fand in diesem Jahr statt.

### Tätigkeit in Oldenburg (1783 bis 1788)
1783 übernahm Stolberg dann die freigewordene Stelle des Landvogtes im oldenburgischen Neuenburg, blieb allerdings noch bis Sommer 1784 in Holstein und begab sich dann, wiederum mit seinem Bruder und ihren Frauen nach Karlsbad, um Goethe zu treffen. Im Frühjahr 1785 war Stolberg mit seiner Frau in Kopenhagen, wo ihr zweites Kind geboren wurde. Erst im Sommer 1785 nahm Stolberg seine Tätigkeit in Neuenburg auf. Unmittelbar nach seinem Amtsantritt in Neuenburg erhielt Stolberg von dem neuen oldenburgischen Herzog und Lübecker Fürstbischof Peter Friedrich Ludwig den Auftrag, den Tod seines Vorgängers Friedrich August, offiziell am Zarenhof in Sankt Petersburg bekannt zu geben. Dort traf Stolberg den Dramatiker und Autor des Schauspiels Sturm und Drang, Friedrich Maximilian Klinger, der in kaiserlich-russischen Diensten stand. Nach seiner Rückkehr im Januar 1786 und weiteren Aufenthalten in Holstein kehrte Stolberg mit seiner Familie erst im April nach Neuenburg zurück.
Da ihn seine Dienstgeschäfte erneut wenig beanspruchten, hielt Stolberg auch in Oldenburg regen Kontakt zur intellektuellen Führungsschicht des Herzogtums, so etwa zu Gerhard Anton von Halem und Karl Ludwig von Woltmann, unterhielt eine umfangreiche Korrespondenz mit Verwandten und Freunden und verfasste auch einige literarische Werke. Im November 1788 verstarb überraschend Stolbergs Frau, er verließ daraufhin Neuenburg, um zu seinem Bruder nach Tremsbüttel zu ziehen.

### In Berlin und Eutin (1789 bis 1800)
1789 wurde er auf erneute Vermittlung seines Schwagers Bernstorff dänischer Gesandter in Berlin. Dort lernte er seine zweite Frau Sophie Charlotte Eleonore Gräfin von Redern (1765–1842) kennen, mit der er sich bereits im August 1789 verlobte und die er im Februar 1790 heiratete. Diese erhielt von ihrem Vater Sigismund Ehrenreich Johann von Redern als Mitgift einen Teil von dessen Oberlausitzer Standesherrschaft Königsbrück, und zwar die Güter Großgrabe, Brauna, Bulleritz, Rohrbach, Schwosdorf, Häslich und Liebenau. Durch ihr umfangreiches Vermögen wurde Stolberg nun auch finanziell unabhängig. Von Mai 1791 bis 1800 war er Präsident der fürstbischöflichen Kollegien in Eutin, wo er zum Eutiner Kreis gehörte. Vor seinem Amtsantritt unternahm er ab Juni 1791 allerdings noch mit seiner Frau, seinem ältesten Sohn sowie Hofmeister Georg Heinrich Ludwig Nicolovius eine zweijährige Reise durch die Schweiz, Italien und Sizilien. Auf dem Weg nach Italien, begegnete er in Münster erstmals der Fürstin Amalie von Gallitzin. Die Aufnahme der Tätigkeit in Eutin erfolgte somit erst im März 1793. Das Vermögen seiner Frau ermöglichte Stolberg in Eutin nunmehr eine wesentlich repräsentativere Lebenshaltung, die andererseits Stolberg allerdings von ihm nahestehenden Persönlichkeiten, wie etwa Voß und Halem, entfernte. In den 1790er Jahren stand er zudem dem konservativen und aristokratisch geprägten Emkendorfer Kreis nahe. Im Streit um die von der Aufklärungstheologie geprägte Agende des Generalsuperintendenten Jacob Georg Christian Adler tat er sich 1798 durch eine anonyme Schrift, die zunächst Matthias Claudius zugerechnet wurde, als deren Gegner hervor. Zu diesem Zeitpunkt hatte er bereits Anschluss an den Münsterschen Kreis um die Fürstin Amalie von Gallitzin und Franz von Fürstenberg gefunden.

### Im Münsterland (1800 bis 1819)
Anfang 1800 legte er seine öffentlichen Ämter nieder und übersiedelte nach Münster. Dort konvertierten er, seine zweite Ehefrau Sophie und seine Kinder – mit Ausnahme der Tochter Marie Agnes aus der 1. Ehe, die mit ihrem Cousin Ferdinand zu Stolberg-Wernigerode verlobt war –, am Pfingstsonntag, 1. Juni 1800, zum katholischen Glauben. Die Firmung wurde in der Hauskapelle der Fürstin Amalie von Gallitzin zelebriert. Mit der Konversion sorgte er bei den Grafen zu Stolberg und im protestantischen Deutschland für sehr großes Aufsehen. Noch neunzehn Jahre später nahm der konfessionslose Johann Heinrich Voß sie zum Anlass für sein Pamphlet Wie ward Fritz Stolberg ein Unfreier? (1819) und für die Schrift Bestätigung der Stolbergschen Umtriebe (1820). Stolbergs Verständigungsversuche wies Voß schroff zurück. Die Freundschaft mit Halem war schon vorher zerbrochen. Stolbergs Schritt wurde andererseits von Wortführern der einsetzenden Klassik und Romantik auch begrüßt.
Stolberg hielt sich zunächst in Münster und in seinem Sommersitz im nahen Lütkenbeck auf. Von 1812 bis 1816 bewohnte er das Wasserschloss Tatenhausen bei Bielefeld. Anschließend zog er auf das Gut Sondermühlen bei Osnabrück, wo er 1819 auch verstarb.

## Familie

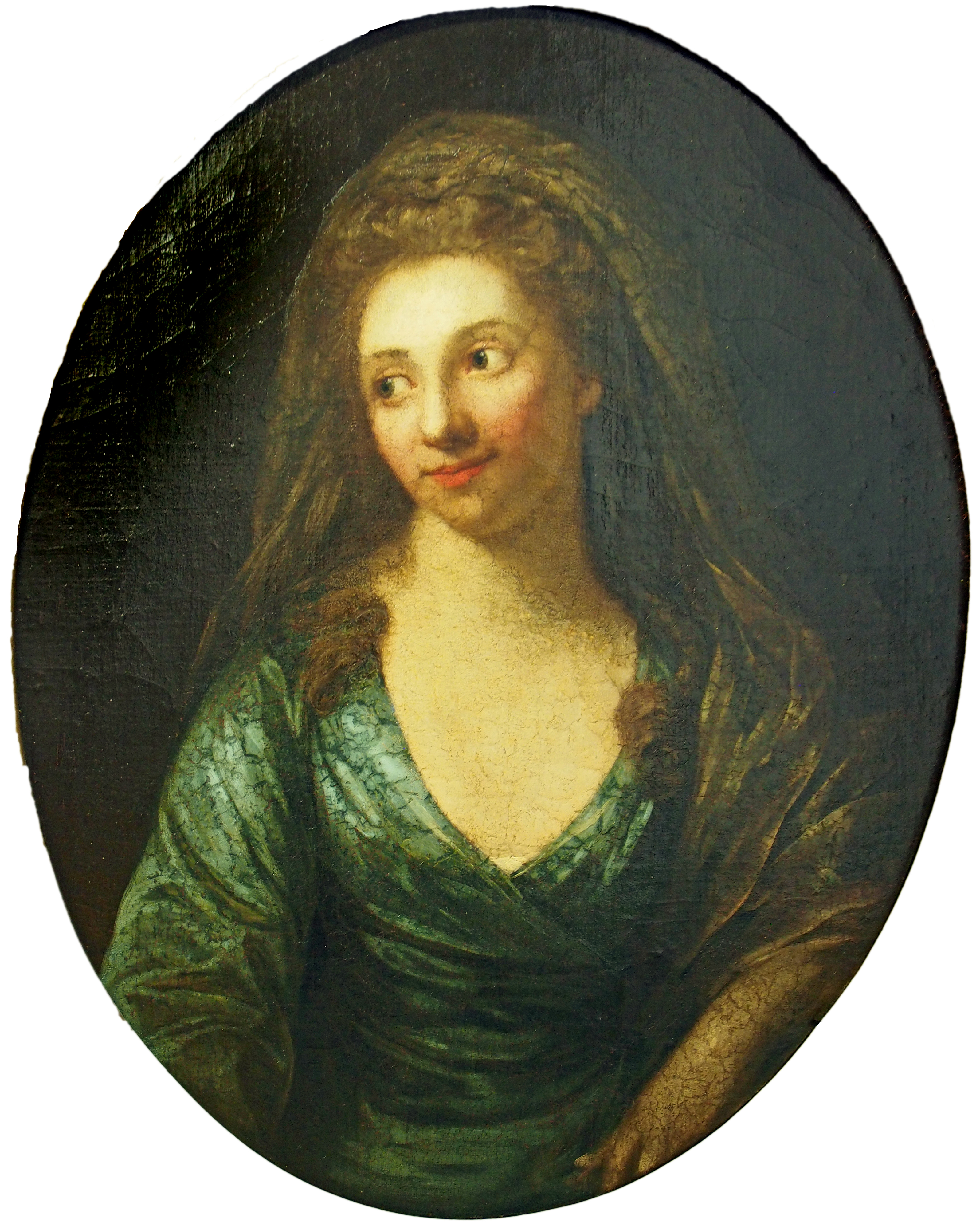
Die erste Ehefrau Henriette Eleonore Agnes, geb. von Witzleben, Porträt von Anton Graff (1785)

Am 11. Juni 1782 heirateten Stolberg und Henriette Eleonore Agnes, Tochter des Adam Levin von Witzleben des Jüngeren. Das Paar hatte folgende Kinder:
- Christian Ernst (* 30. Juli 1783; † 22. Mai 1846); K.u.K. Generalmajor; 1846 Feldmarschalleutnant ⚭ 1818 Josephine von Gallenberg (1784–1839)
- Marie Agnes (1785–1848) ⚭ 1802 Ferdinand zu Stolberg-Wernigerode (1775–1854)
- Andreas Otto Heinrich (1786–1863), durch Heirat (1817) Herr auf Söder

⚭ 1817 Philippine von Brabeck (1796–1821)
- Botho Felix (1818–1840)

⚭ 26. Juli 1823 Anna von Hompesch-Bollheim (1802–1833)
⚭ 1836 Maria Julia von Gallenberg (1808–1889)
- Bertha von Kuenburg-Stolberg (1845–1924)

- Henriette Luise (1788–1868) ⚭ 1812 Carl von Hardenberg (1776–1813)

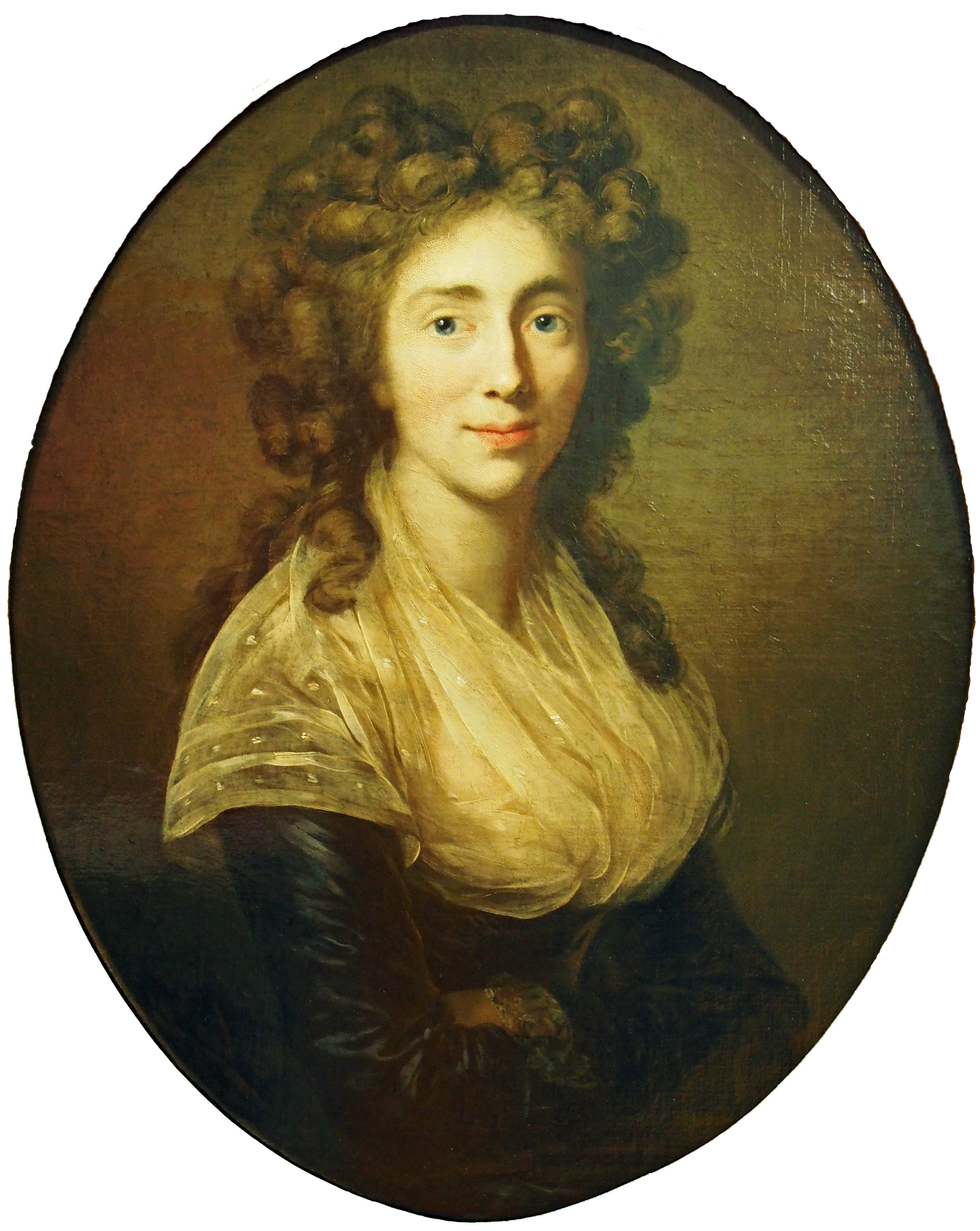
Die zweite Ehefrau Sophie Charlotte Eleonore, geb. von Redern, Porträt von Anton Graff (1789/1792)

Nach dem frühzeitigen Tod seiner ersten Ehefrau am 15. November 1788 vermählte sich Stolberg am 15. Februar 1790 mit Gräfin Sophie Charlotte Eleonore von Redern (* 4. November 1765; † 8. Januar 1842 in Rumillies, Hainault), Tochter von Sigismund Ehrenreich von Redern. Das Paar hatte folgende Kinder:
- Julie Agnes Emilie (* 10. Dezember 1790; † 12. März 1836) ⚭ 10. März 1812 Graf Maximilian von Korff genannt Schmising-Kerßenbrock (* 14. November 1781; † 18. Oktober 1850)
- Sybille Johanna Amalie (* 2. April 1792; † 29. August 1792)
- Johann Franz Leo (* 21. August 1793; † 13. April 1794)
- Franz Bernhard Leo (* 9. Februar 1795; † 21. Juni 1795)
- Christian Franz Leo (* 26. Februar 1796; † 16. Juni 1815), gefallen bei Ligny
- Johann Peter Cajus (1797–1874) ⚭ 1829 Marie von Loë (1804–1871)
- Leopold (1799–1840) ⚭ 1838 Christiane von Sternberg-Manderscheid (1798–1840)
- Alfred (* 13. August 1800; † 9. November 1834)
- Franz Bernhard (* 8. Januar 1802; † 29. März 1815)
- Bernhard Joseph (1803–1859) ⚭ 8. Januar 1833 Charlotte von Seherr-Thoss (* 8. Juli 1809; † 1. August 1878)
- Joseph Theodor (1804–1859); war Gutsbesitzer und Politiker

⚭ 17. Oktober 1838 Maria Theresia von Spee (* 19. Juni 1811; † 1. Februar 1850)
⚭ 25. Februar 1851 Caroline von Robiano-Borsbeek (* 24. Dezember 1826; † 9. Januar 1882) Tochter von Maria und Carl von Robiano-Borsbeek
- Maria Theresia Amalie (* 24. Dezember 1805; † 25. Dezember 1843) ⚭ 4. Mai 1825 Carl von Robiano-Borsbeek (* 8. Mai 1785; † 9. Oktober 1854)
- Marie Amalie Pauline Clementine (* 12. April 1807; † 20. Januar 1880) ⚭ 19. September 1826 Ludwig von Robiano-Borsbeek (* 10. März 1781; † 24. Mai 1855)
- Marie Sophie Pauline (* 18. September 1810; † 19. Januar 1889)

⚭ Werner von Nagel (* 13. Juni 1800; † 28. Januar 1832)
⚭ Wilderich von Ketteler (* 14. Juni 1809; † 29. Juli 1873)
Wie es in dieser Familie um 1800 zuging, beschreibt eine Gesellschafterin: „Nach dem Frühstück las der Graf ein Kapitel aus der Bibel und einen Gesang aus Klopstocks Liedern vor. Dann las sie (die Gräfin) still in der Zeitschrift „Spectator“. Danach las die Gräfin eine Stunde lang aus Lavaters „Pontius Pilatus“ vor. Die Zeit bis zum Mittagessen las jeder für sich. Zum Nachtisch gab es eine Lesung aus Miltons „Paradise Lost“. Danach las der Graf in den Lebensbeschreibungen des Plutarch, und nach dem Tee las man sich Lieblingsstellen aus Klopstock vor. Abends werden Briefe geschrieben, die man sich am anderen Morgen vorliest, ehe man sie absendet. In den freien Stunden liest man zeitgenössische Romane, was aber eher verschämt erwähnt wird.“
Gemeinsam mit seinen ältesten Söhnen wurde 1799–1800 in Münster auch Werner von Haxthausen erzogen, da Stolberg Kontakt mit seiner Halbschwester Therese, Mutter der Dichterin Annette von Droste-Hülshoff hatte. Friedrich-Leopold wurde durch Einheirat seiner konvertierten Kinder zum Stammvater zahlreicher katholischer Adelsgeschlechter.
Seine Schwestern Henriette (1747–1782) und Augusta waren nacheinander mit dem dänischen Außenminister Andreas Peter von Bernstorff verheiratet.
Eine Gedenktafel zu Ehren der Stolberg-Brüder ist an der Fassade des Hauses Gotmarstraße 1 in Göttingen angebracht, wo sie als Studenten wohnten. Ihre Namen, zusammen mit anderen Mitglieder des Göttinger Hainbunds und fälschlicherweise Stollberg geschrieben, stehen auch auf dem stark verwitterten Hainbund-Denkmal an der oberen Herzberger Landstraße in Göttingen.

## Werke
Stolberg war umfassend literarisch tätig. Bereits 1779 ließ er zusammen mit seinem Bruder eine gemeinsame Sammlung ihrer in verschiedenen Almanachen und Zeitschriften veröffentlichten Gedichte erscheinen.
Er schrieb Oden, Balladen, Satiren, Reisebeschreibungen und Dramen, darunter 1784 die Tragödie Timoleon und 1788 die Novelle Die Insel. 1794 beschrieb er seine Reisen in Deutschland, der Schweiz, Italien und Sizilien in den Jahren 1791 und 1792 (Digitalisat)
Friedrich Christoph Perthes, ein Schwiegersohn von Matthias Claudius, veröffentlichte mehrere dieser Schriften.
Er verfügte über beachtliche Sprachkenntnisse und übersetzte die Ilias (1778), Platos Dialoge in drei Bänden (1796–1797), Aischylos (1802) und Ossian (1806), wobei er hierbei Bezüge zwischen antiker und christlicher Ethik aufweisen wollte.
Stolbergs Spätwerk, das nach seinem Übertritt zum Katholizismus entstand, prägen Beitrage zur allgemeinen und katholischen Religions- und Kirchenhistorie. Im Jahre 1815 veröffentlichte er das Leben Alfreds des Grossen und in den Jahren 1806 bis 1818 eine fünfzehnbändige Geschichte der Religion Jesu Christi, dazu 2 Registerbände. Sein Büchlein der Liebe und seine Antwort auf ein Pamphlet von Johann Heinrich Voß Kurze Abfertigung der langen Schmähschrift des Herrn Hofraths Voß erschienen erst nach seinem Tode.
Einige seiner Gedichte wurden von Franz Schubert vertont: Morgenlied, Abendlied, An die Natur, Auf dem Wasser zu singen, Lied, Stimme der Liebe, Daphne am Bach, Lied in der Abwesenheit, Romanze.

### Werk im Einzelnen (Auswahl)
- mit Christian zu Stolberg-Stolberg: Gedichte der Brüder Christian und Friedrich Leopold Grafen zu Stolberg. Herausgegeben von Heinrich Christian Boie. Weygand, Leipzig 1779. (Digitalisat und Volltext im Deutschen Textarchiv)
- Leben Alfred des Grossen, Königes in England. Münster 1815.
- Friedrich Leopold Graf zu Stolberg und Herzog Peter Friedrich Ludwig von Oldenburg. Aus ihren Briefen und anderen archivalischen Quellen. Hrsg. von Johann Heinrich Hennes. Mainz 1870.
- Briefwechsel zwischen Klopstock und den Grafen Christian und Friedrich Leopold zu Stolberg. Hrsg. von Jürgen Behrens. Neumünster 1964.
- Friedrich Leopold Graf zu Stolberg, Briefe. Hrsg. von Jürgen Behrens. Neumünster 1966.
- Die Insel. Hrsg. von Siegfried Sudhof. Heidelberg 1966.
- Numa. Ein Roman. Hrsg. von Jürgen Behrens. Neumünster 1968.
- Gesammelte Werke der Brüder Christian und Friedrich Leopold Grafen zu Stolberg. Perthes und Besser, Hamburg 1820–1825.
  - Band 1. (Digitalisat)
  - Band 2. (Digitalisat)
  - Band 3. (Digitalisat)
  - Band 4. (Digitalisat)
  - Band 5. (Digitalisat)
  - Band 6. (Digitalisat)
  - Band 7. (Digitalisat)
  - Band 8. (Digitalisat)
  - Band 9. (Digitalisat)
  - Band 10. (Digitalisat)
  - Band 11. (Digitalisat)
  - Band 12. (Digitalisat)
  - Band 13. (Digitalisat)
  - Band 14. (Digitalisat)
  - Band 15. (Digitalisat)
  - Band 16. (Digitalisat)
  - Band 17. (Digitalisat)
  - Band 18. (Digitalisat)
  - Band 19. (Digitalisat)
  - Band 20. (Digitalisat)